# 小川町福岡
小川町福岡（おがわまち ふくおか）は、福島県いわき市の大字である。郵便番号は979-3125。

## 地理
いわき市北部の小川地区に属する。概ね町村制施行以前の磐城郡福岡村の流れを汲む地域である。二級水系夏井川左岸支流の加路川下流左岸域の一部を主な範囲とし、周囲を小川町上小川に囲まれるように位置する。加路川と下田川に挟まれた台地上に拓かれた水田が広がり、北側の山沿いに集落が連なる。内郷御厩町内に所在するいわき中央警察署及び小川町上小川に所在する平消防署小川分遣所がそれぞれ管轄にあたる。

### 主な字
字
- 上ノ山
- 飯森
- 道下

- 上中平
- 喜平後
- 大坪

- カロフ
- 釜下
- 山根

### 河川
二級水系夏井川水系
- 加路川

## 歴史
- 1879年1月27日 - 幕府領福岡村が福島県内における郡区町村制の施行により磐城郡の村となる[4]。
- 1889年4月1日 - 町村制の施行により福岡村が上小川村と合併し、上小川村が発足する。旧福岡村域は上小川村の大字となる。[4]。
- 1896年4月1日 - 磐城郡と周辺郡との合併により石城郡が発足し、石城郡上小川村となる[4]。
- 1955年2月11日 - 上小川村が下小川村、赤井村大字西小川、三島、高萩、塩田と合併し小川町が発足し、小川町の大字となる[4]。
- 1966年10月1日 - 小川町が平市・磐城市・常磐市・勿来市・内郷市、石城郡遠野町・四倉町・川前村・田人村・好間村・三和村、双葉郡久之浜町・大久村と合併しいわき市となり、いわき市小川地区の大字となる[4]。

## 世帯数と人口
2023年10月31日現在の世帯数と人口は以下の通りである。
| 大字       | 世帯数 | 人口  |
| ---------- | ------ | ----- |
| 小川町福岡 | 45世帯 | 114人 |

## 小・中学校の学区
市立小・中学校に通う場合、学区は以下の通りとなる。
| 番地 | 小学校               | 中学校               |
| ---- | -------------------- | -------------------- |
| 全域 | いわき市立小川小学校 | いわき市立小川中学校 |

## 交通

### 道路
- いわき市道峰岸屋地線（麓からのメインアクセスを担う路線）

## 施設
- 福岡多目的集会所
- 古峰神社
- 愛宕神社
- 八坂神社